# Јевгениј Колесников
Јевгениј Сергејевич Колесников (рус. Евгений Сергеевич Колесников; Џамбул, 26. децембар 1985) је руски кошаркаш. Игра на позицији бека, а тренутно наступа за УНИКС Казањ.